# فوکر ۵۰
فوکر ۵۰ (انگلیسی: Fokker 50) یک هواپیمای توربوپراپ مسافری ، که برمبنای اصلاح و طراحی مجدد هواپیمای بسیار موفق فوکر اف۲۷ فرندشیپ تولید شده است . فوکر ۶۰ نمونه ترابری و کشیده تر از فوکر ۵۰ است . هر دو هواپیما توسط فوکر در هلند ساخته شده است . فوکر ۶۰ توسط نیروی هوایی سلطنتی هلند (RNAF) استفاده میشود . هواپیماهای قدیمی نیروی هوایی سلطنتی هلند نیز در بخش هوایی نیروی دریایی پرو ، در حال سرویس دهی میباشند .

## طرح و توسعه

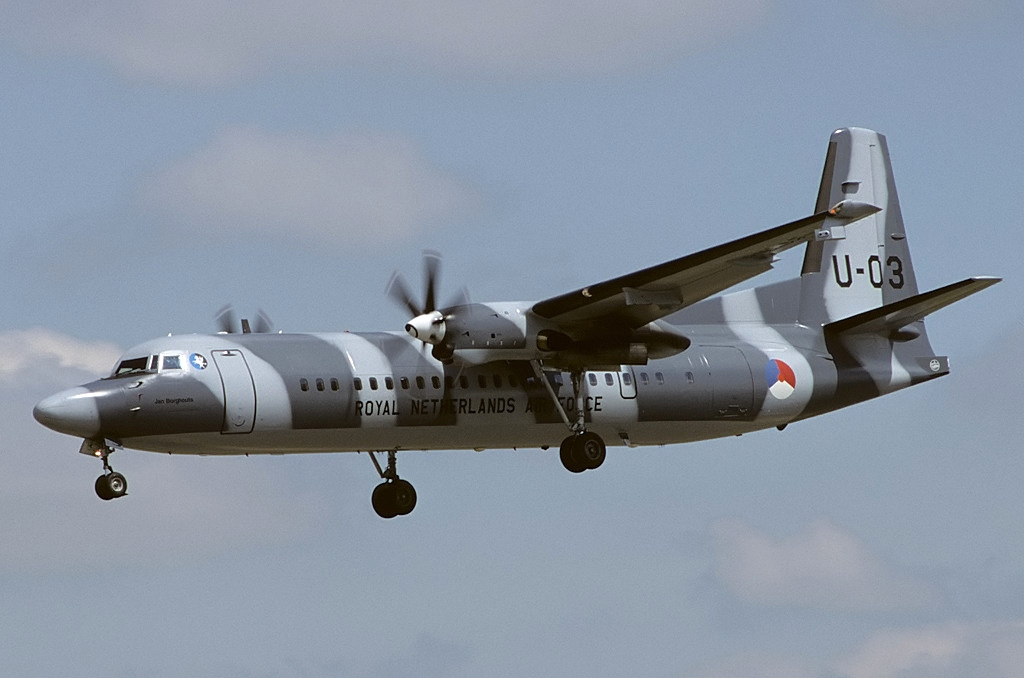
فوکر ۵۰

فوکر ۵۰ پس از فروش فوکر ۲۷ فرندشیپ طراحی شد که از سال ۱۹۵۸ در حال تولید مستمر بود و در ۱۹۸۰ از فروش آن کاسته شده بود . در ۱۹۸۳ طراحی فوکر ۵۰ با همکاری شرکت دی تی ال و خطوط هوایی آنسِت استرالیا ، که از مشتریان فوکر بود ، شروع شد . فوکر ۲ پیش نمونه که از بدنه فوکر ۲۷ مشتق شده بود ، تولید کرد که اولین نمونه آنها در ۲۸ دسامبر ۱۹۸۵ نخستین پرواز خود را انجام داد . در سال ۱۹۸۷ صدور گواهینامه برای فوکر ۵۰ توسط سازمان هوایی هلند(RLD) با موفقیت انجام شده و اولین تولید این هواپیما به شرکت آلمانی DLT تحویل داده شد . تولید فوکر ۵۰ در سال ۱۹۹۶ با ورشکستگی این شرکت و تحویل آخرین هواپیما در سال بعد ، به اتمام رسید . در پایان کار شرکت فوکر ، ۲۱۳ فروند فوکر ۵۰ اس تولید شده بود . در اوت ۲۰۰۶ ، مجموعاً ۱۷۱ فروند فوکر ۵۰ در خطوط هوایی مشغول سرویس دهی بودند . کاربران عمده شامل آویانکا ۱۰ عدد ، دنیم ایر ۱۲ عدد ،
اسکای ویز اکسپرس ۱۸ عدد و وی ال ام ایرلاین ۲۰ عدد ، در خدمت خود داشتند . همچنین ۲۷ شرکت هوایی مسافرتی مانند ایر آستانه نیز تعدادی کمتر از هواپیمای موصوف را در سرویس دهی شرکت خود داشتند .

## کاربران
در اکتبر ۲۰۱۲میلادی ، ۱۲۴ فروند فوکر در استفاده عملیاتی با خطوط هوایی بود.

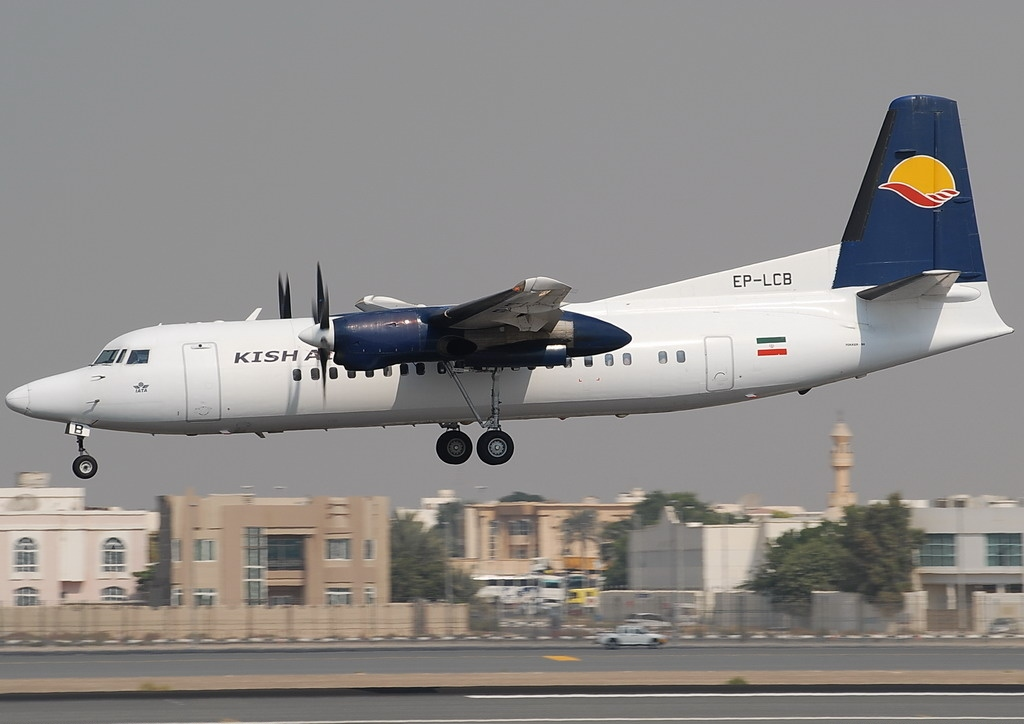
فوکر ۵۰ کیش ایر

### کاربران خطوط هوایی فوکر ۵۰
- آئرو کوندور (۱)
- آئرو مونگولیا (۴)
- ایر ایسلند (۶)
- ایر پاناما (۴)
- خطوط هوایی آلیانس (۶)
- آماپولا فلایگ (۱۲)
- هواپیمایی آریا(۲)بازنشسته
- آویور (۶)

- هوانوردی بلوبیرد (۵)
- خطوط هوایی وی اِل اِم(۱۵)

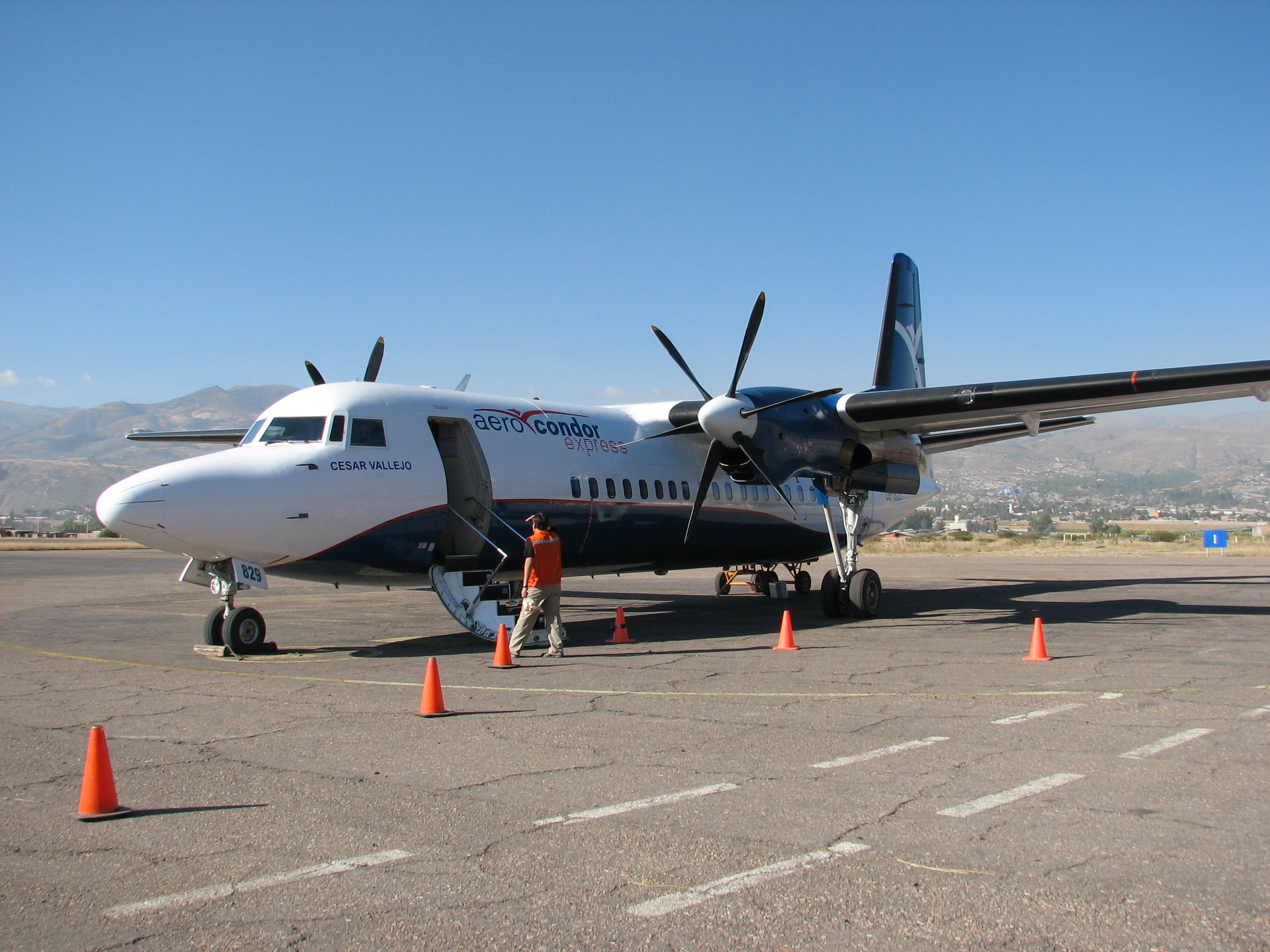
فوکر ۵۰ آئرو کوندور

- سیتی جت (۱۵) - استیجاری از خطوط هوایی وی اِل اِم
- شرکت هوانوردی آفریکن (۳) -۱ فروند از دست رفته به علت سقوط در ۴ مارس ۲۰۱۳
- دِ نیم ایر(۴)
- خطوط هوایی فیدر (۲)
- ایندونزیا ایر ترانسپورت (۳)
- اینسل ایر(۴)
- هواپیمایی نفت ایران(1)
- کیش ایر (۳)2 فروند بازنشسته یک فروند در شارجه سقوط کرد

- خطوط هوایی مید(۳)
- مینوآن ایر(۳)
- هونو ایر(۳)
- مینی لاینر(۲)
- خطوط هوایی پاسیفیک رویال(۲)
- خطوط هوایی پالستینیان (۲)
- هواپیمایی قشم (۴)بازنشسته
- هواپیمایی تفتان (۴)بازنشسته
- اسکای آوییشن (۵)

- سان ایر (۲)
- هواپیمایی سودان (۳)
- خدمات هوایی ترانس نوسا (۵)
- تراول ایر پی اِن جی (۴)

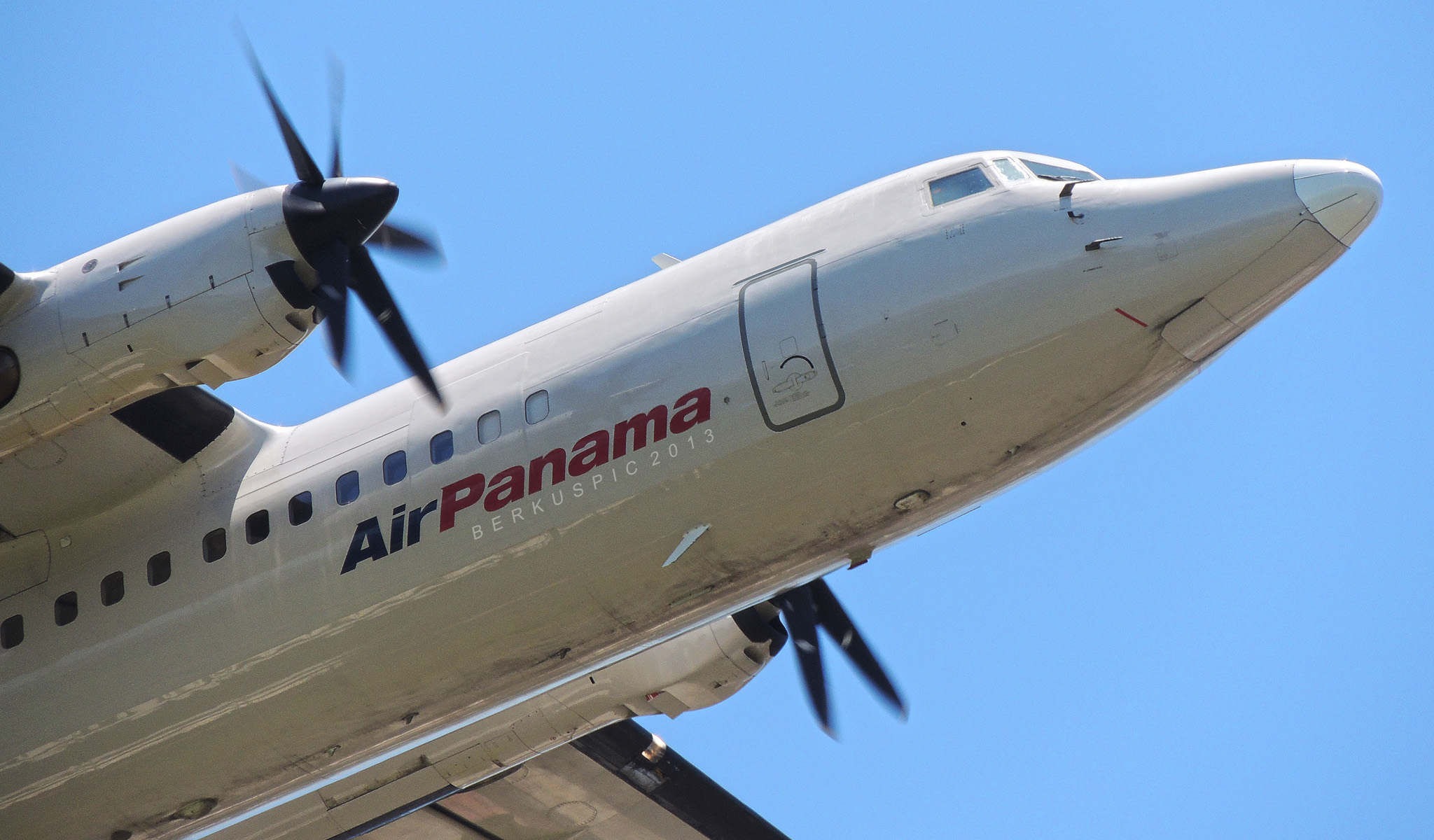
فوکر ۵۰ ایر ایسلند

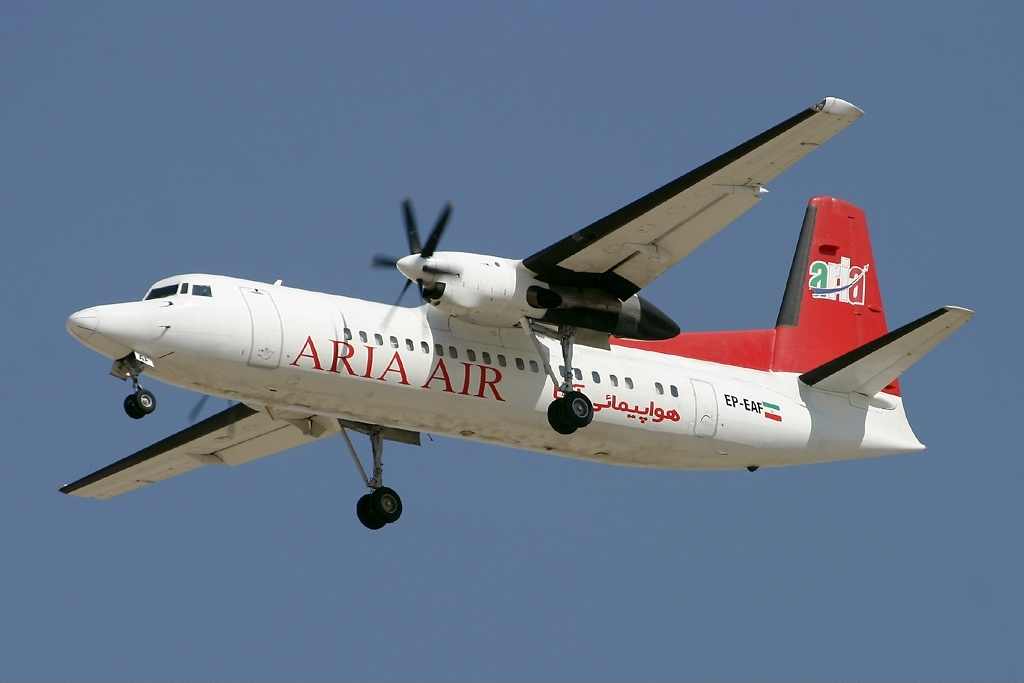
فوکر ۵۰ آریا ایر

- هواپیمایی داخلی ویرجین استرالیا (۸)
- ویزیون ایر (۱)
- رایانی ایر(تی بی سی)

### کاربران نظامی و دولتی فوکر ۵۰
کاربران دولتی یا نظامی که در حال حاضر از فوکر ۵۰ برای حمل مسافر یا محموله استفاده میکنند به شرح زیر میباشند:
 پرو
- نیروی دریایی پرو.

 تایوان

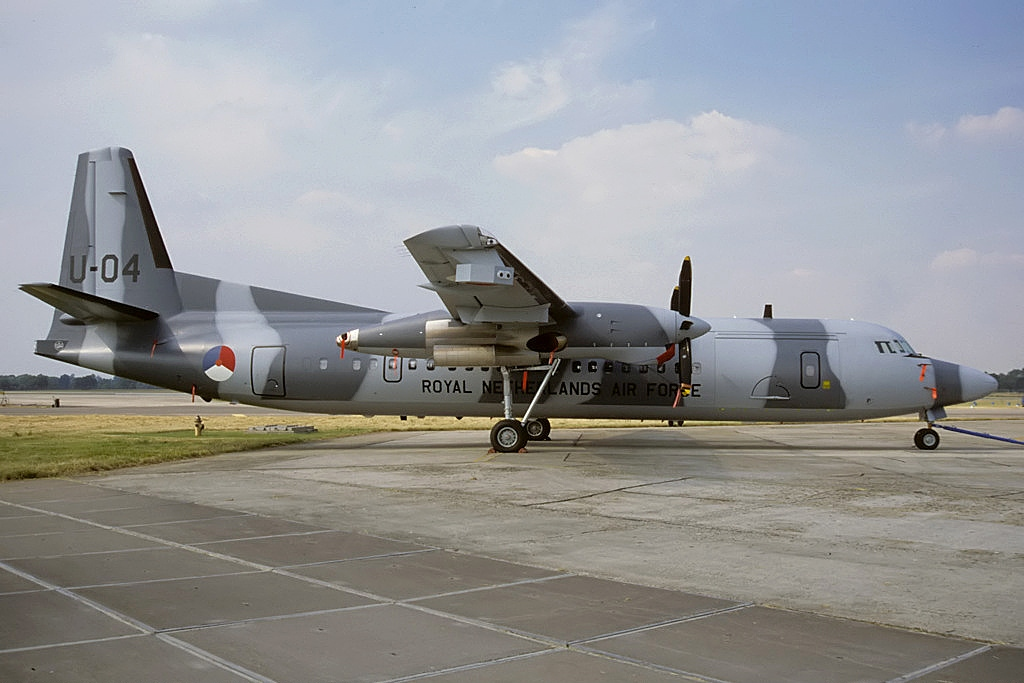
فوکر ۶۰ نیروی هوایی هلند

- نیروی هوایی جمهوری چین(تایپه) - استفاده وی آی پی

 سنگاپور
- نیروی هوایی سنگاپور در نقش ترابری نظامی و گشت دریایی

 تانزانیا
- هواپیمایی دولتی تانزانیا - استفاده وی آی پی

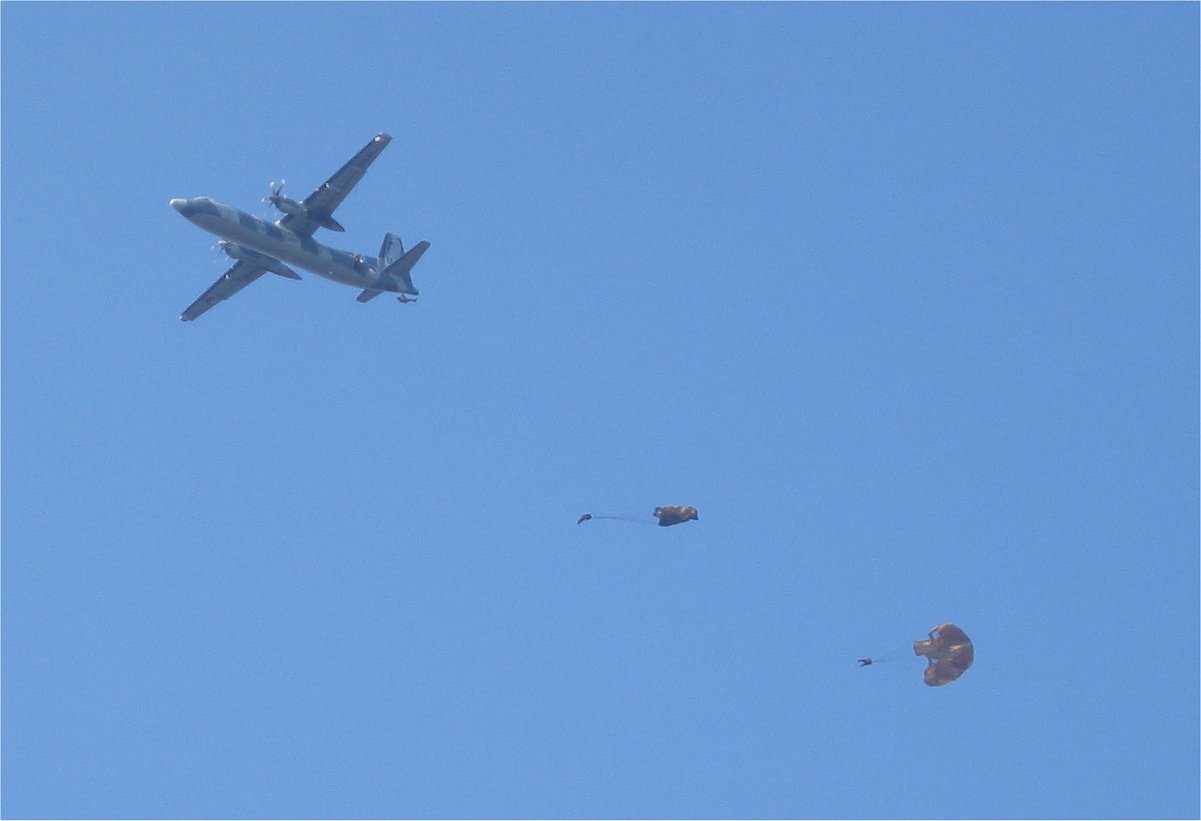
فوکر ۶۰ ترابری نظامی

 تایلند
- پلیس سلطنتی تایلند

### کاربران نظامی فوکر ۶۰
پرو
هوانوردی نیروی دریایی پرو
۲ فروند ترابری و ۲ فروند گشت دریایی

### کاربران سابق فوکر ۶۰(نظامی)
هلند
- نیروی هوایی سلطنتی هلند.